# Maciej Kulig
Maciej Kulig (ur. 1986) – polski aktor teatralny i filmowy.
W 2016 roku ukończył studia na Wydziale Aktorskim PWST w Krakowie.

## Teatr
| Spektakl                   | Reżyser           | Teatr                               | Rola                            | Źródło |
| -------------------------- | ----------------- | ----------------------------------- | ------------------------------- | ------ |
| Makbet                     | Grzegorz Suski    | Teatr Polski w Bielsku-Białej       | Donalbain – młodszy syn Duncana | [ 2 ]  |
| Miarka za miarkę           | Mikołaj Grabowski | Teatr Polski w Bielsku-Białej       | Klaudio / młody więzień         | [ 3 ]  |
| Szalbierz                  | Paweł Aigner      | Teatr im. S. Żeromskiego w Kielcach | Damse                           | [ 4 ]  |
| Przyjdzie Mordor i nas zje | Ewa Wskoczyl      | Teatr Nowy Proxima w Krakowie       |                                 | [ 5 ]  |

## Filmografia
| Rok  | Film       | Rola        | Źródło |
| ---- | ---------- | ----------- | ------ |
| 2022 | Broad Peak | Artur Małek | [ 6 ]  |

### Seriale
| Rok  | Serial          | Rola                                                | Odcinki                                   |
| ---- | --------------- | --------------------------------------------------- | ----------------------------------------- |
| 2004 | Pierwsza miłość | Dariusz, chłopak Marleny i ojciec Jaśka (gościnnie) |                                           |
| 2008 | Ojciec Mateusz  | Adrian, chłopak Oli Nocul / Michał (gościnnie)      | s10e132 Radar, s08e106 Sztuka dojrzewania |
| 2014 | Na sygnale      | Igor                                                |                                           |